# Piła
Piła ([ˈpʲiwa]; Duits: Schneidemühl; de Poolse naam betekent "zaag", de Duitse "zaagmolen") is een stad in het Poolse woiwodschap Groot-Polen, gelegen in de powiat Pilski. De oppervlakte bedraagt 102,71 km², het inwonertal 72.527 (2020).

## Geschiedenis
Het houthakkersdorp Piła werd gesticht in 1380 en ontving in 1513 stadsrechten van de Poolse koning Sigismund I. Als stad ontwikkelde de plaats zich nauwelijks en toen bij de Eerste Poolse Deling (1772) de stad onder de naam Schneidemühl aan het koninkrijk Pruisen kwam, had ze 1.250 inwoners. Daarvan waren er 620 Poolstalig, en 630 Duitstalig (daarvan weer sprak een derde Jiddisch). 
Van 1806 tot 1815 behoorde Piła tot het Napoleontische Hertogdom Warschau, maar het Congres van Wenen kende de stad in het laatstgenoemde jaar weer aan Pruisen toe. Schneidemühl behoorde sindsdien tot de provincie Posen. Pas in de tweede helft van de 19de eeuw kreeg de stad als belangrijk spoorwegknooppunt een stedelijk karakter en ze groeide aan tot, in 1914, 25.000  inwoners.  
Duitsland moest de provincie Posen conform het Verdrag van Versailles (1919) grotendeels aan Polen afstaan, behalve enkele grensgebieden met Pommeren en Brandenburg die overwegend door Duitstaligen werden bewoond. Schneidemühl lag in deze grensstrook en in 1921 werd ze de hoofdstad van de nieuwe Duitse provincie Grensmark Posen-West-Pruisen. Haar belang nam toe door haar strategische ligging aan de grens met Polen. Veel Duitse vluchtelingen uit de voormalige provincie Posen vestigden zich hier, waardoor de bevolking in 1925 met meer dan 11.000 personen was gegroeid tot 37.500 inwoners. In 1938 werd de provincie Grensmark opgeheven en werd Schneidemühl deel van de provincie Pommeren. 
Aan het eind van de Tweede Wereldoorlog werd 75% van de stad en 90% van de gebouwen in het centrum verwoest door oorlogshandelingen. Na 1945 
raakte Duitsland de gebieden ten oosten van de Oder-Neissegrens kwijt aan Polen. De Duitstaligen, die meer dan 95% van de bevolking van Schneidemühl uitmaakten, werden naar het westen gedeporteerd. De stad kreeg nieuwe, Poolse, inwoners, werd op moderne wijze weer opgebouwd en kreeg de Poolse naam: Piła.

## Geboren in Piła/Schneidemühl
- Stanisław Staszic (1755-1826), Pools priester, politicus en schrijver
- Carl Friedrich Goerdeler (1884-1945), Duits politicus en verzetsstrijder
- Erwin Kramer (1902-1979), DDR-minister van Verkeer
- Dirk Galuba (1940), Duits acteur
- Katarzyna Smutniak (1979), actrice

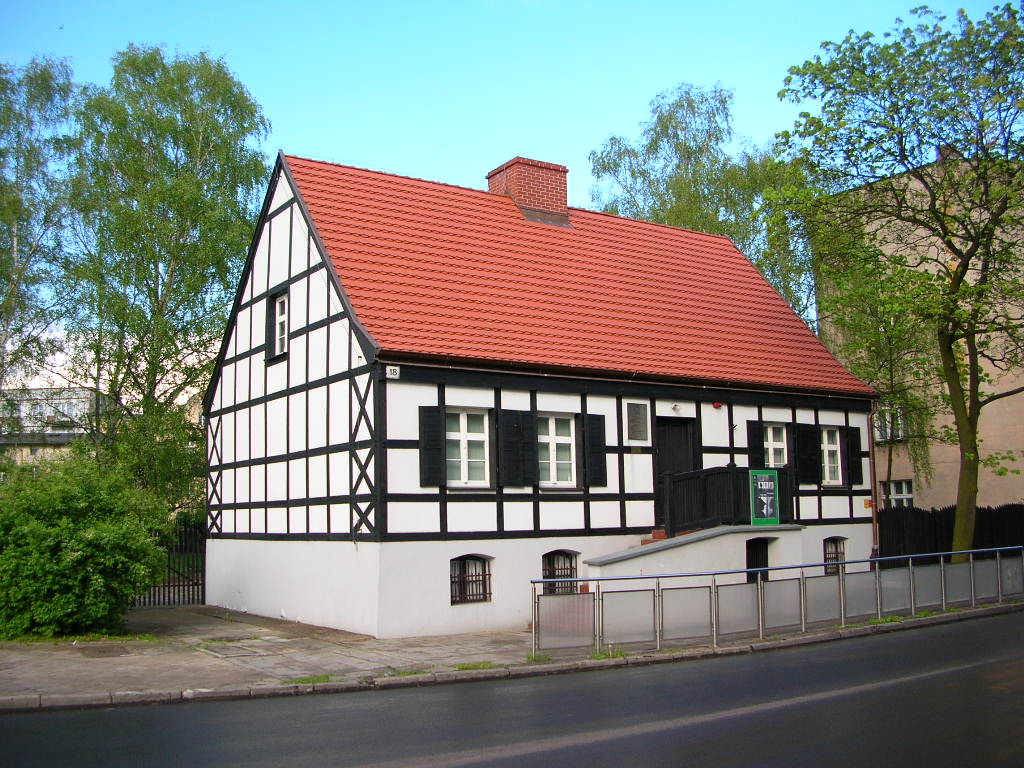
Geboortehuis Stanisław Staszic
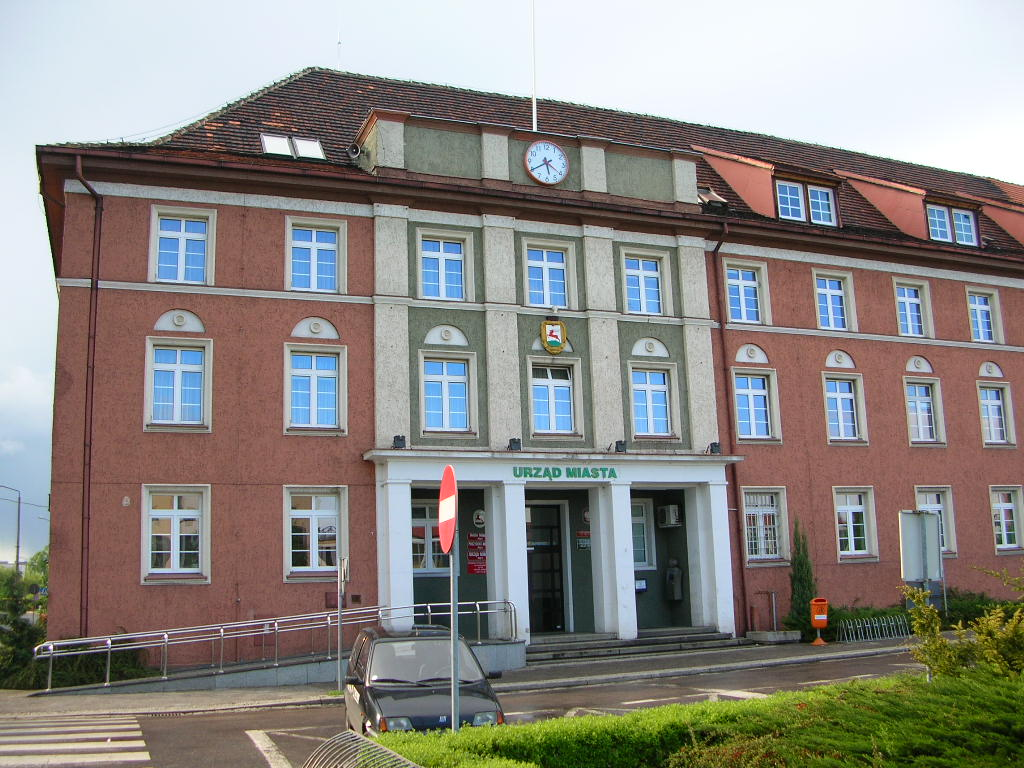
Stadhuis
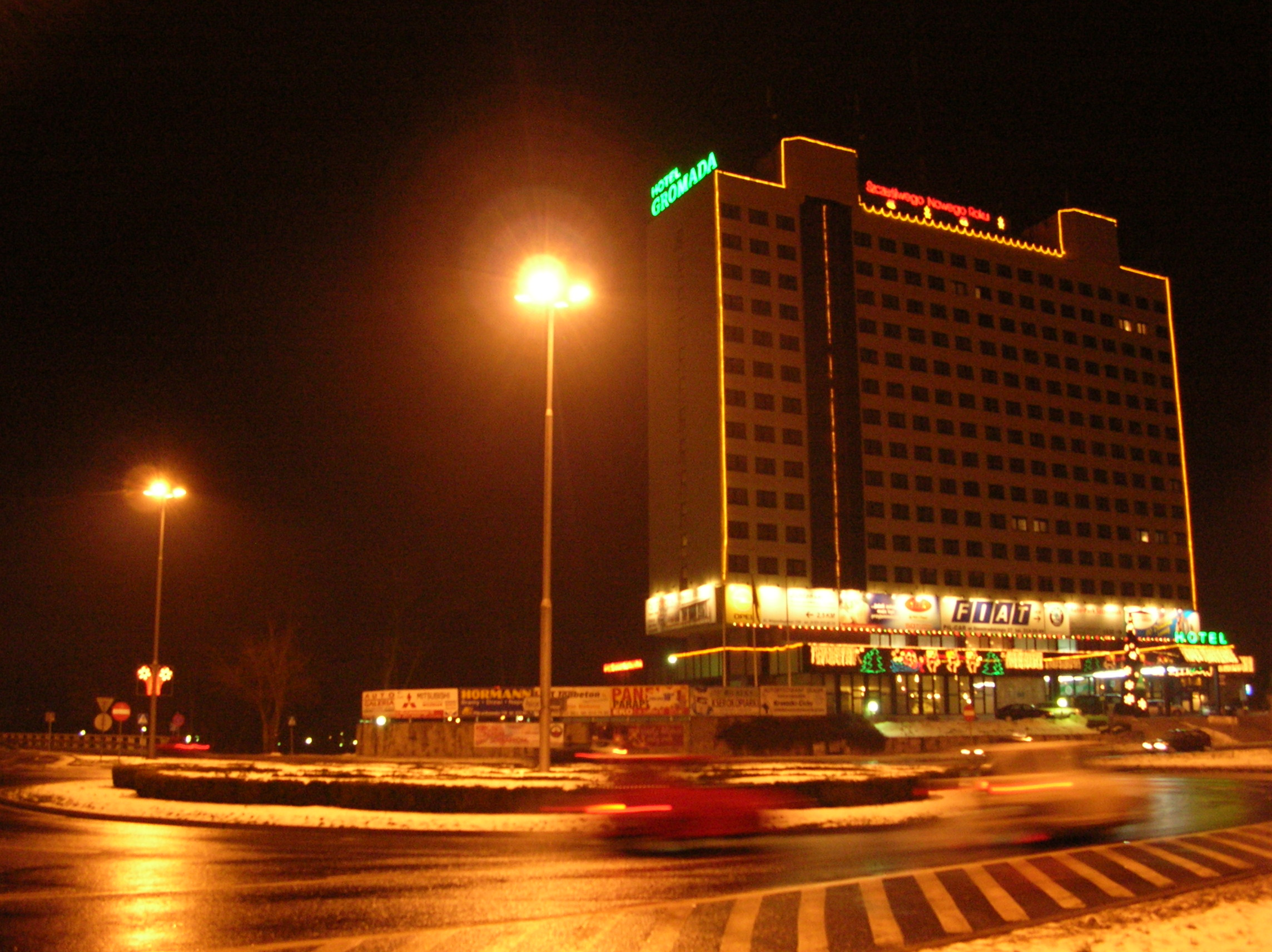
Hotel Rodło